# Station Koog aan de Zaan
Station Koog aan de Zaan (voorheen station Koog Bloemwijk van 1 november 1869 tot 10 december 2016) is een spoorwegstation aan de Zaanlijn, tussen Zaandam en Uitgeest.
Dit station is bedoeld voor de mensen uit het dorp Koog aan de Zaan (gemeente Zaanstad). Het heeft een stationsgebouw in de vorm van 2 halve manen, geïnspireerd op de Maagdenburger halve bollen. In het gebouw bevinden zich een loket en een wachtruimte, die echter in maart 2005 buiten gebruik zijn gesteld. Sinds september 2008 is er een Surinaams afhaalrestaurant gevestigd.

## Geschiedenis
Vanaf 1956 tot en met 1986 had Koog aan de Zaan een stationsgebouw van het type Vierlingsbeek. Dat was een standaard haltegebouwtje met loketfunctie. Daarnaast bestond er in het gebouw een kleine wachtruimte en was het gebouw gemaakt van gele persstenen. Aan de zijkant waren er grote ramen. In eerste instantie (1956) was het station bedoeld voor het deel van Koog aan de Zaan dat tegenwoordig "Oud-Koog" heet, het station was in de Bloemenwijk van Koog aan de Zaan gebouwd. In de jaren 70 werd een wijk aan de andere kant van het station gerealiseerd, namelijk Westerkoog. In 1986 werd er het huidige station gebouwd, inclusief fietsenstallingen, loket, wachtruimtes en een kioskje.

### Naamswijziging
Tot 2016 heette het station "Koog Bloemwijk". In 2010 verzocht de gemeente Zaanstad de NS om deze naam en die van station "Koog-Zaandijk" (tegenwoordig Zaandijk Zaanse Schans) te veranderen. Deze namen zouden verwarrend zijn voor toeristen en reizigers die niet bekend zijn met de regio. Toeristen die de Zaanse Schans willen bezoeken zouden zich makkelijk in de twee stations kunnen vergissen. Dit verzoek werd destijds afgewezen. In 2014 deed de gemeente opnieuw een verzoek. Uiteindelijk stemde de NS in juli 2016 in, en voert sinds de 2017-dienstregeling de nieuwe namen.

## Treinen
In de dienstregeling 2025 stoppen de volgende treinseries op dit station:
| Serie | Treinsoort    | Route | Bijzonderheden |
| ----- | ------------- | --- | --- |
| 4000  | Sprinter (NS) | Uitgeest – Koog aan de Zaan – Zaandam – Amsterdam Centraal – Breukelen – Woerden – Gouda – Rotterdam Centraal | |
| 7400  | Sprinter (NS) | Uitgeest – Koog aan de Zaan – Zaandam – Amsterdam Centraal – Breukelen – Utrecht Centraal – Driebergen-Zeist  | Rijdt alleen tijdens de brede spitsuren, waarbij net na de ochtendspits en net vóór de middagspits enkel tussen Uitgeest en Utrecht Centraal v.v. wordt gereden. |

's Avonds stoppen enkele treinen uit andere treinseries op dit station.

## Bussen
Station Koog aan de Zaan heeft geen bushalte met gelijke naam, maar aan de kant van de Provincialeweg, zo'n 150 meter richting Zaandam, is 's nachts een overstap naar buslijn N94 mogelijk met behulp van halte "Koog aan de Zaan, Leliestraat/Station". Voorheen was er wel een bushalte aan de Westerkoogkant, maar deze is vervallen. De parkeerhaven en keerlus, waarvan de bus gebruik maakte, bestaat nog wel. De functie van deze voormalige bushalte wordt de facto overgenomen door halte "Koog aan de Zaan, Glazenmaker", zo'n 230 meter richting het westen. Daar kan op buslijn 64 worden gestapt. Het busvervoer in de regio Zaanstad wordt in opdracht van de Vervoerregio Amsterdam uitgevoerd door EBS. Koog aan de Zaan valt onder het concessiegebied "Zaanstreek-Waterland". De volgende buslijnen stoppen bij station Koog aan de Zaan:
| Lijn | Route | Via halte           | Soort bus |
| ---- | --- | ------------------- | --------- |
| 64   | Zaandijk, Oud Heinstraat - Zaandam Station - Zaandam, Fonteinkruidweg (Kogerveld)                              | Glazenmaker         | Streekbus |
| N94  | Amsterdam Centraal Station - Zaandam - Koog aan de Zaan - Zaandijk - Wormerveer - Station Krommenie-Assendelft | Leliestraat/Station | Nachtbus  |

## Ontwikkeling aantal reizigers
Het aantal door NS vervoerde reizigers (per gemiddelde werkdag) ontwikkelde zich sedert 2019 als volgt:
| Jaar | Aantal reizigers |
| ---- | ---------------- |
| 2019 | 3.246            |
| 2020 | 1.563            |
| 2021 | 1.563            |
| 2022 | 2.234            |
| 2023 | 2.551            |
| 2024 | 2.740            |

## Afbeeldingen

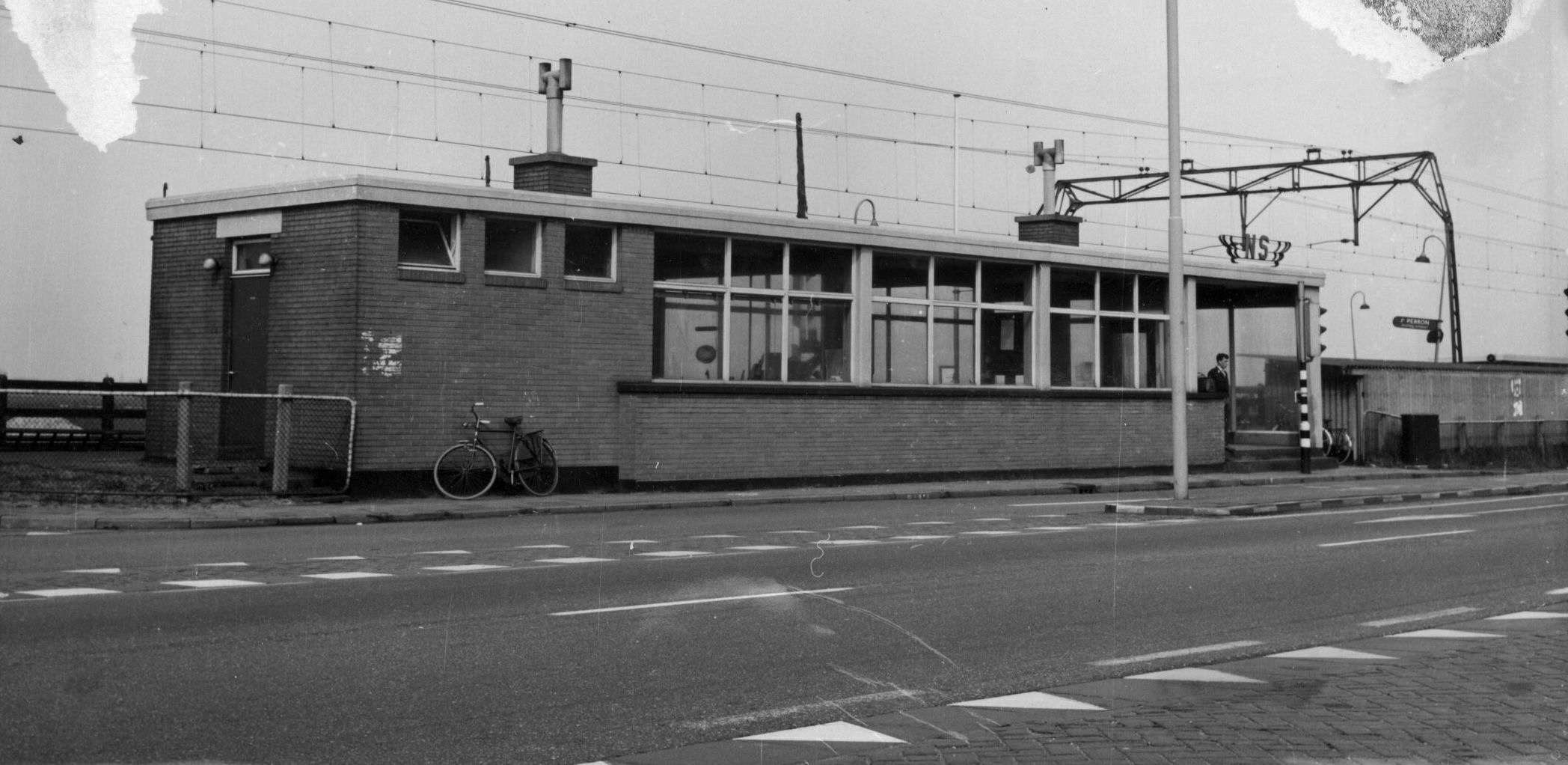
Station Koog Bloemwijk in 1967
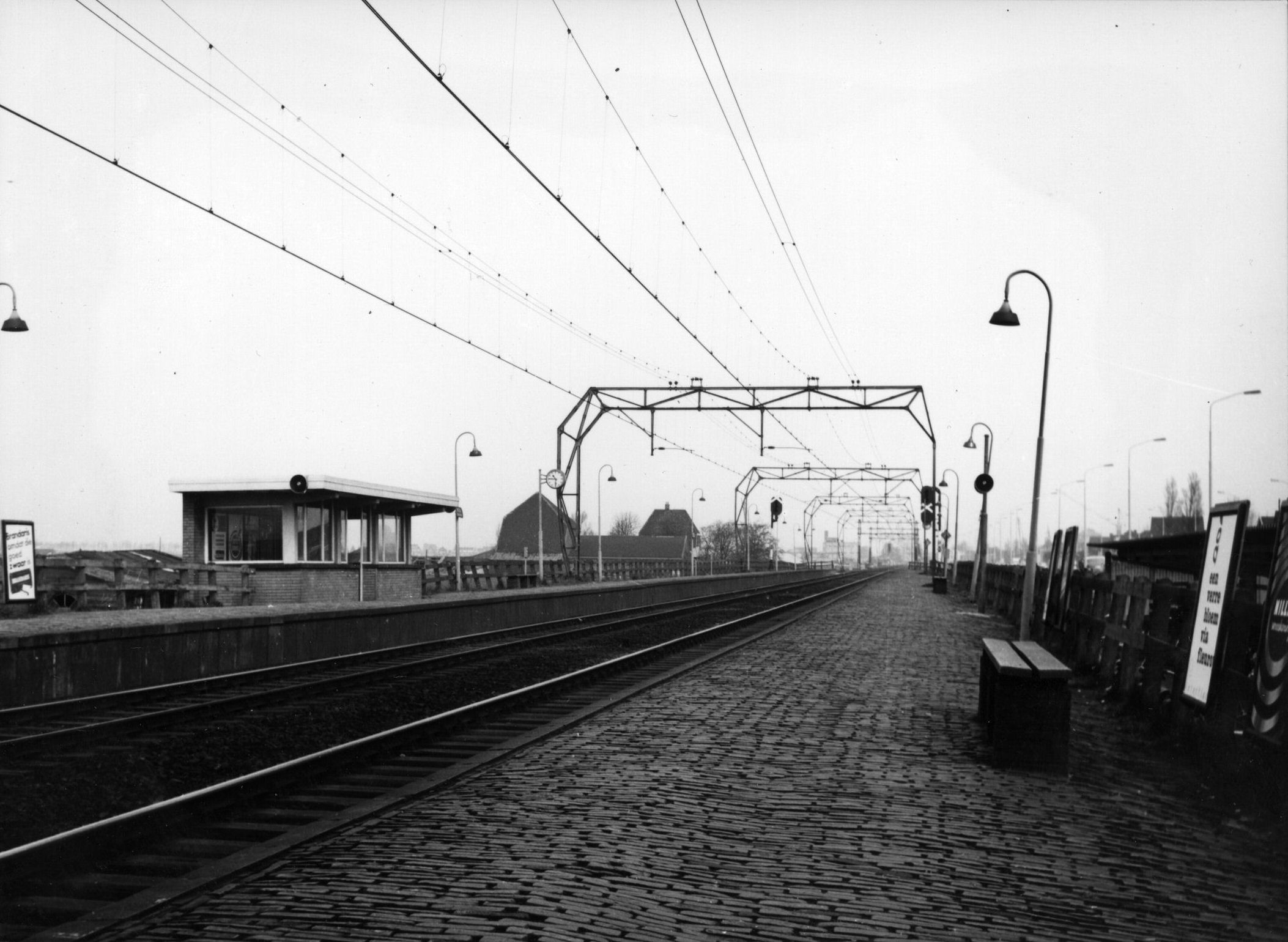
Perrons in 1967
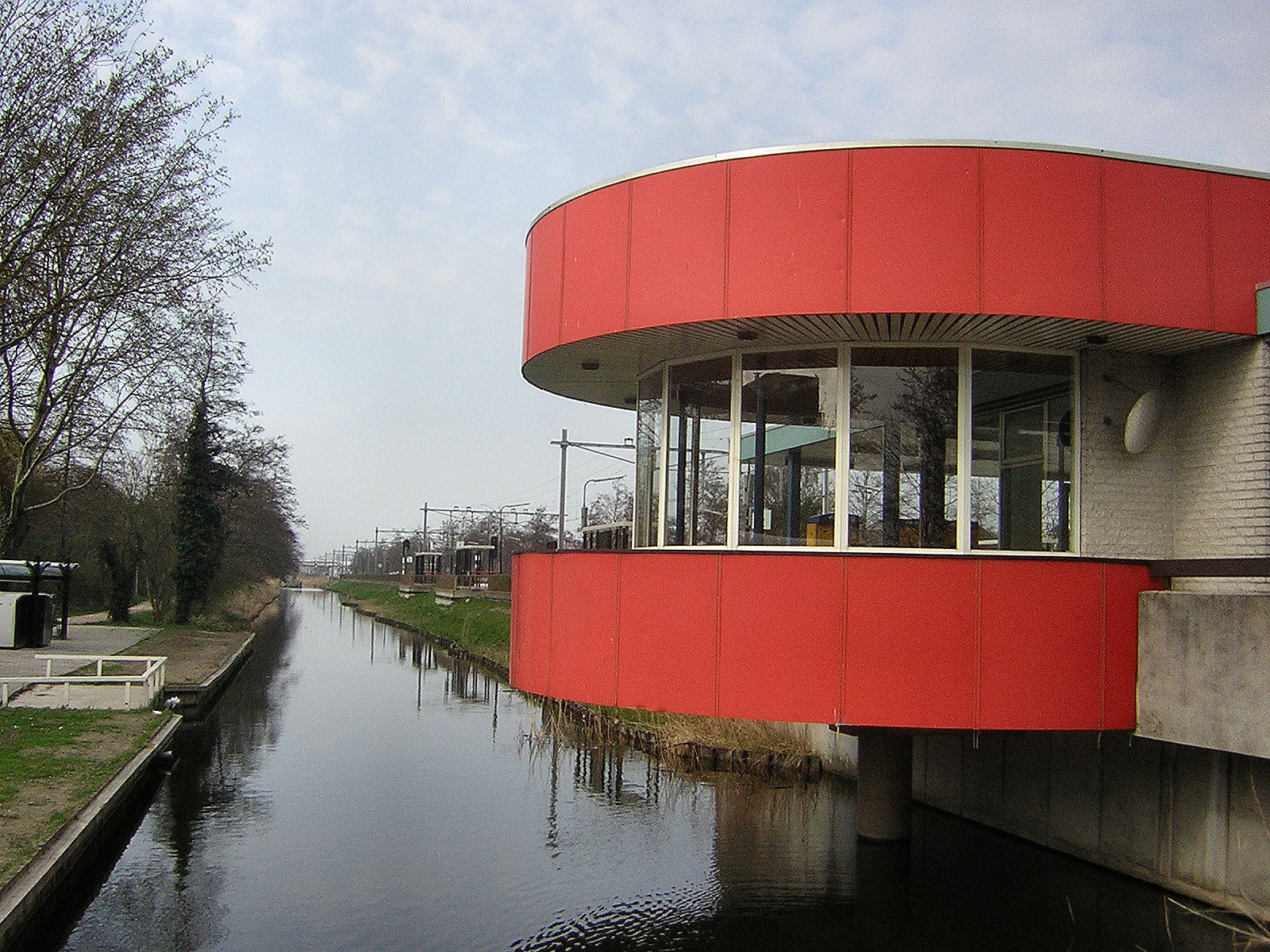
Station in 2006
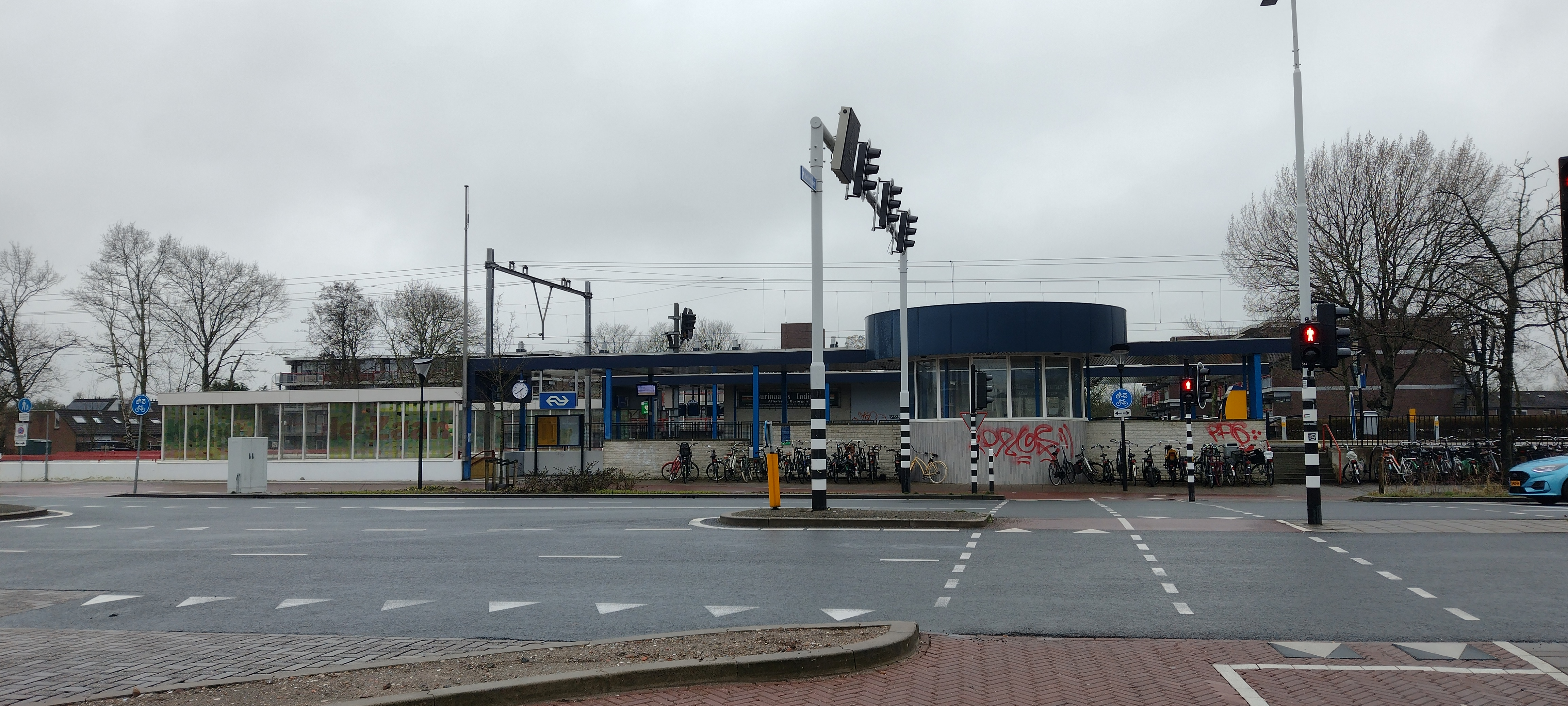
Het station in 2024
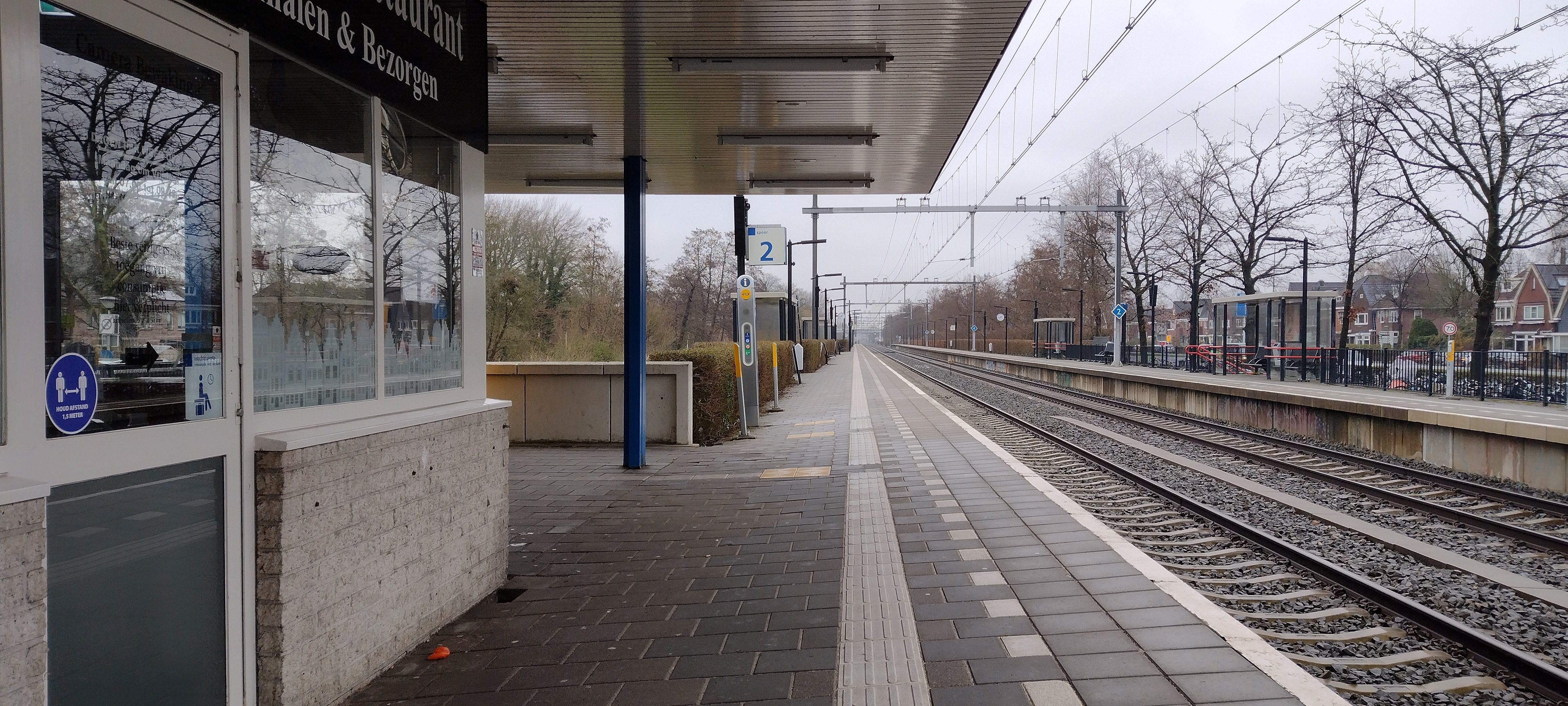
Perrons
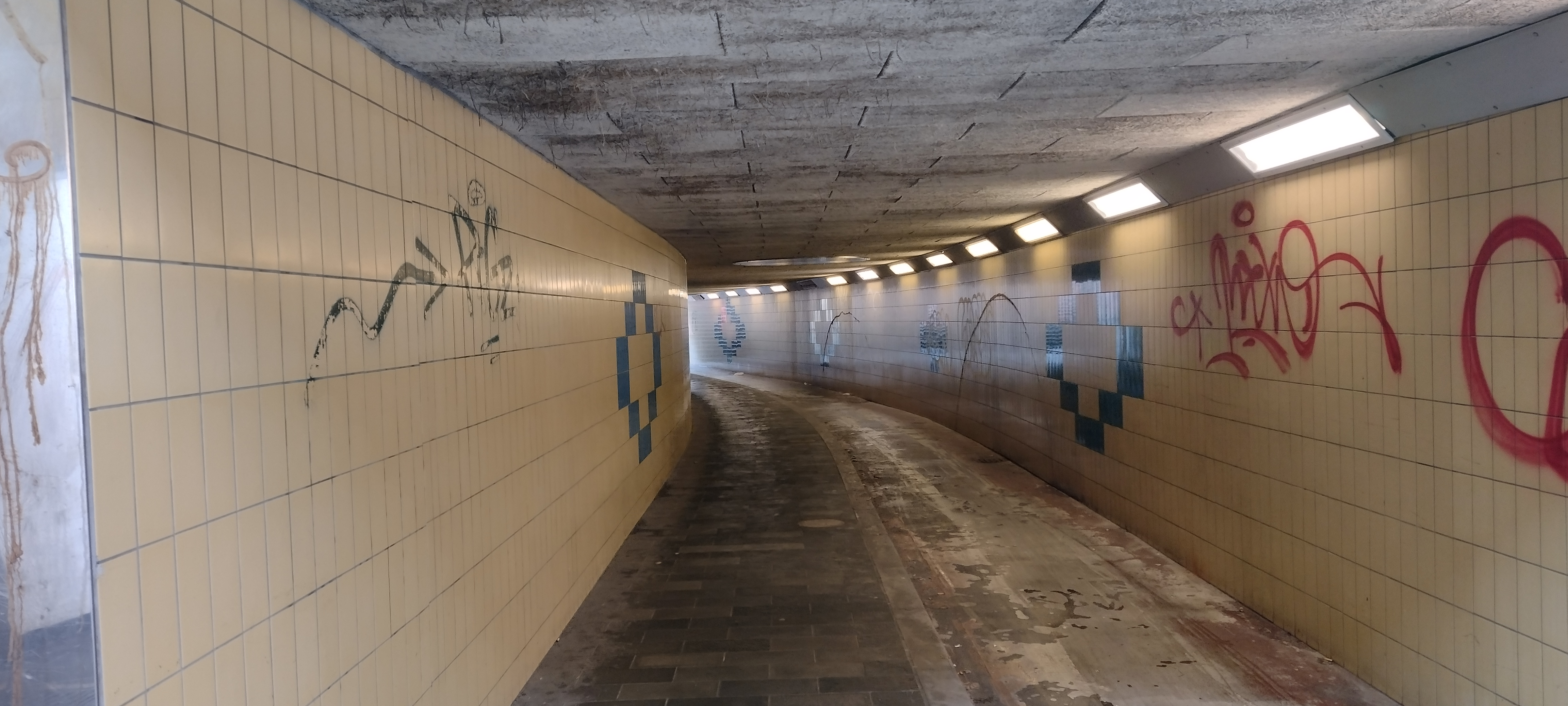
Tunnel onder de sporen

0: Den Helder ·
3: Den Helder Zuid ·
4: Koegras ·
8: Breezand ·
12: Anna Paulowna ·
16: Oudesluis ·
21: Schagen ·
24: Schagerwaard ·
27: Zijdewind ·
30: Noord Scharwoude ·
35: Heerhugowaard ·
38: St. Pancras ·
40: Alkmaar Noord ·
42: Alkmaar ·
47: Heiloo ·
49: Onze Lieve Vrouwe ter Nood ·
54: Castricum ·
58: Uitgeest ·
61: Den Ham ·
63: Krommenie-Assendelft ·
65: Wormerveer ·
68: Zaandijk Zaanse Schans ·
69: Koog aan de Zaan ·
71: Zaandam ·
72: Noorder IJdijk ·
73: Hembrug ·
75: Amsterdam Petroleumhaven ·
78: Spaarndammerdijk-Houthaven ·
79: Amsterdam Sloterdijk ·
80: Amsterdam Westerdok ·
81: Amsterdam Centraal
Alkmaar ·
-Noord ·
Amsterdam:
-Amstel ·
-ArenA ·
-Bijlmer ArenA · 
-Centraal ·
-Holendrecht ·
-Lelylaan ·
-Muiderpoort ·
-RAI ·
-Science Park ·
-Sloterdijk ·
-Zuid ·
Anna Paulowna ·
Beverwijk ·
Bloemendaal ·
Bovenkarspel:
-Flora ·
-Grootebroek ·
Bussum Zuid ·
Castricum ·
Den Helder ·
-Zuid ·
Diemen ·
-Zuid ·
Driehuis ·
Duivendrecht ·
Enkhuizen ·
Haarlem ·
-Spaarnwoude ·
Halfweg-Zwanenburg ·
Heemskerk ·
Heemstede-Aerdenhout ·
Heerhugowaard ·
Heiloo ·
Hilversum ·
-Media Park ·
-Sportpark ·
Hollandsche Rading ·
Hoofddorp ·
Hoogkarspel ·
Hoorn ·
-Kersenboogerd ·
Koog aan de Zaan ·
Krommenie-Assendelft ·
Naarden-Bussum ·
Nieuw Vennep ·
Obdam ·
Overveen ·
Purmerend ·
-Overwhere ·
-Weidevenne ·
Santpoort:
-Noord ·
-Zuid ·
Schagen ·
Schiphol Airport ·
Uitgeest ·
Weesp ·
Wormerveer ·
Zaandam ·
-Kogerveld ·
Zaandijk Zaanse Schans ·
Zandvoort aan Zee
Stations van de Museumstoomtram Hoorn-Medemblik:
Tramstation Hoorn · 
Zwaag ·
Wognum-Nibbixwoud ·
Twisk ·
Opperdoes ·
Medemblik
Voormalige stations: zie de lijst van voormalige spoorwegstations in Noord-Holland